# جورج ويليام تايلور
جورج ويليام تايلور هو سياسي كندي، ولد في 5 نوفمبر 1937 في هاميلتون في كندا. حزبياً، نشط في حزب أونتاريو المحافظ التقدمي. وقد انتخب عضو برلمان مقاطعة أونتاريو.